# Свети Сава II
Свети Сава II (световно Предислав Немањић) (око 1200 — 1271) је био трећи архиепископ српски, од 1263. до 1271. године.

## Биографија
Рођен је 1200. или 1201. године. Његово световно име је било Предислав. Био је син краља Стефана Првовенчаног и синовац Светог Саве.
Стефан Првовенчани је осим њега имао још три сина, српске краљеве Радослава, Владислава и Уроша I. Радослав је био најстарији, а Урош I најмлађи од браће. Предислав је био други или трећи по стареству, према житију Стефана Првовенчаног од патријарха Пајсија био је други док по неким другим је трећи.
Сава II се угледао на свог знаменитијег стрица Светог Саву. Врло рано се замонашио и живео у Хиландару. Путовао је и у Свету земљу. По повратку из Јерусалима је путовао кроз покрајину Шам у Сирији одакле је донео садницу дуда и засадио је у порти манастира Пећке патријаршије.
Пре избора за архиепископа 1263. је био хумски епископ. У његово време седиште ове епархије пренето је са Стона код Дубровника у манастир светих апостола Петра и Павла на Лиму у Бијелом Пољу. Био је познат као гонитељ јеретика и заслужан за јачање православља.
Његов лик сачуван је на фрескама у Сопоћанима, Пећи, Дечанима и Градцу.
Умро је 8. фебруара 1271. године. Његове мошти налазе се у храму Светих Апостола у Пећи. Српска православна црква га прославља као светитеља 8. фебруара по црквеном или 21. фебруара по грађанском календару.
| Предислав Немањић | Отац: Стефан Првовенчани, краљ Рашке | Деда (по оцу): Стефан Немања, велики жупан | Прадеда: Завида               |
| Предислав Немањић | Отац: Стефан Првовенчани, краљ Рашке | Деда (по оцу): Стефан Немања, велики жупан | Прабаба: ?                    |
| Предислав Немањић | Отац: Стефан Првовенчани, краљ Рашке | Баба (по оцу): Ана Немањић                 | Прадеда: ?                    |
| Предислав Немањић | Отац: Стефан Првовенчани, краљ Рашке | Баба (по оцу): Ана Немањић                 | Прабаба: ?                    |
| Предислав Немањић | Мајка: Евдокија Анђео                | Деда (по мајци): Алексије III Анђео        | Прадеда: Андроник Дука Анђел  |
| Предислав Немањић | Мајка: Евдокија Анђео                | Деда (по мајци): Алексије III Анђео        | Прабаба: Еуфросина Катамонита |
| Предислав Немањић | Мајка: Евдокија Анђео                | Баба (по мајци): Еуфросина Дука Каматерина | Прадеда: Андроник Каматер     |
| Предислав Немањић | Мајка: Евдокија Анђео                | Баба (по мајци): Еуфросина Дука Каматерина | Прабаба: ?                    |